# Immissionsschutzgesetz – Luft
Das Immissionsschutzgesetz – Luft (IG-L) ist ein österreichisches Bundesgesetz zur vorsorglichen Verringerung der Immission von Luftschadstoffen und für gebietsbezogene Maßnahmen zur Verringerung der durch den Menschen beeinflussten (anthropogenen) Emission.

## Maßnahmen für Kraftfahrzeuge

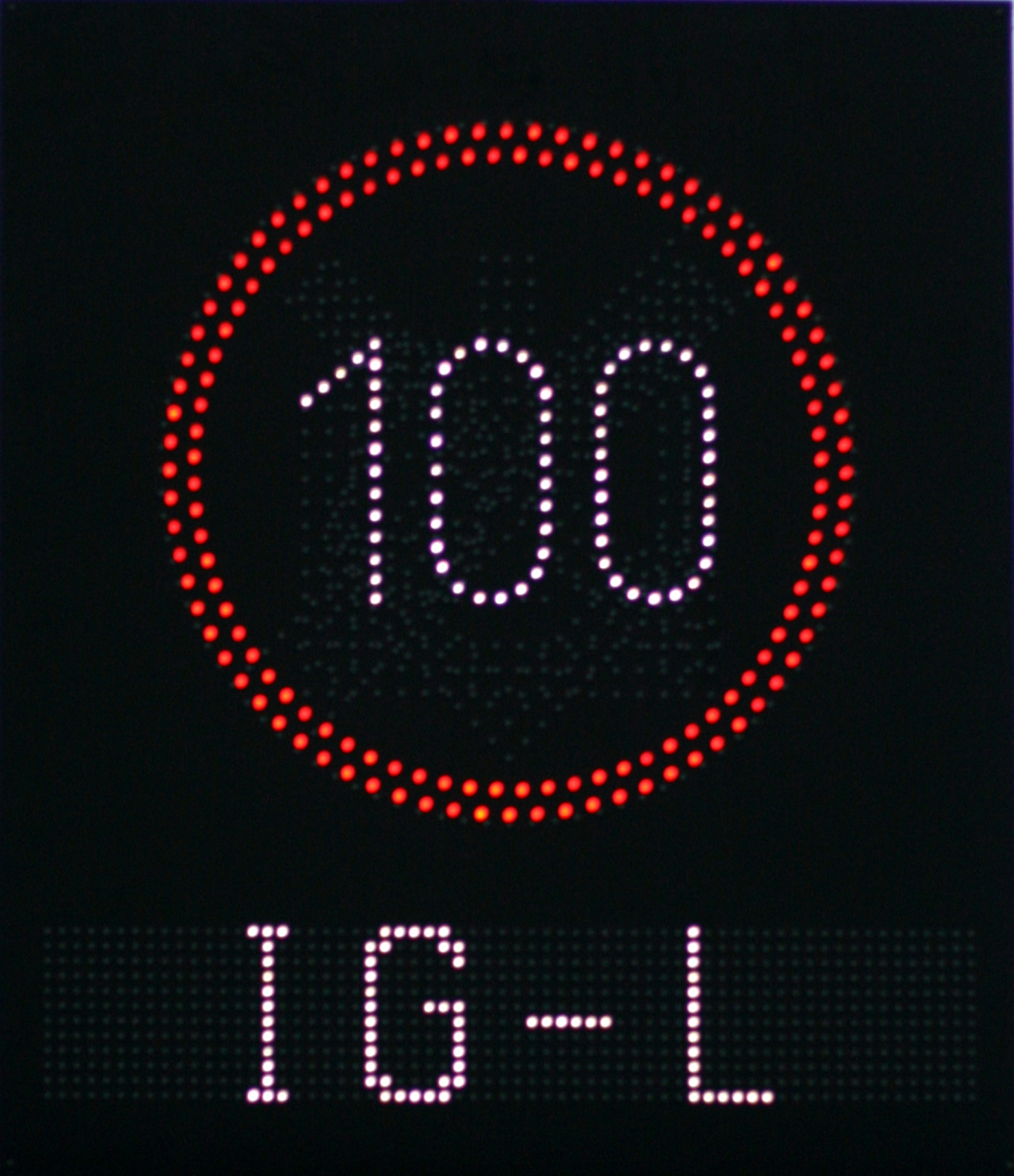
Anzeige der Geschwindigkeitsbeschränkung in einer IG-L-Zone mittels Verkehrsbeeinflussungsanlage

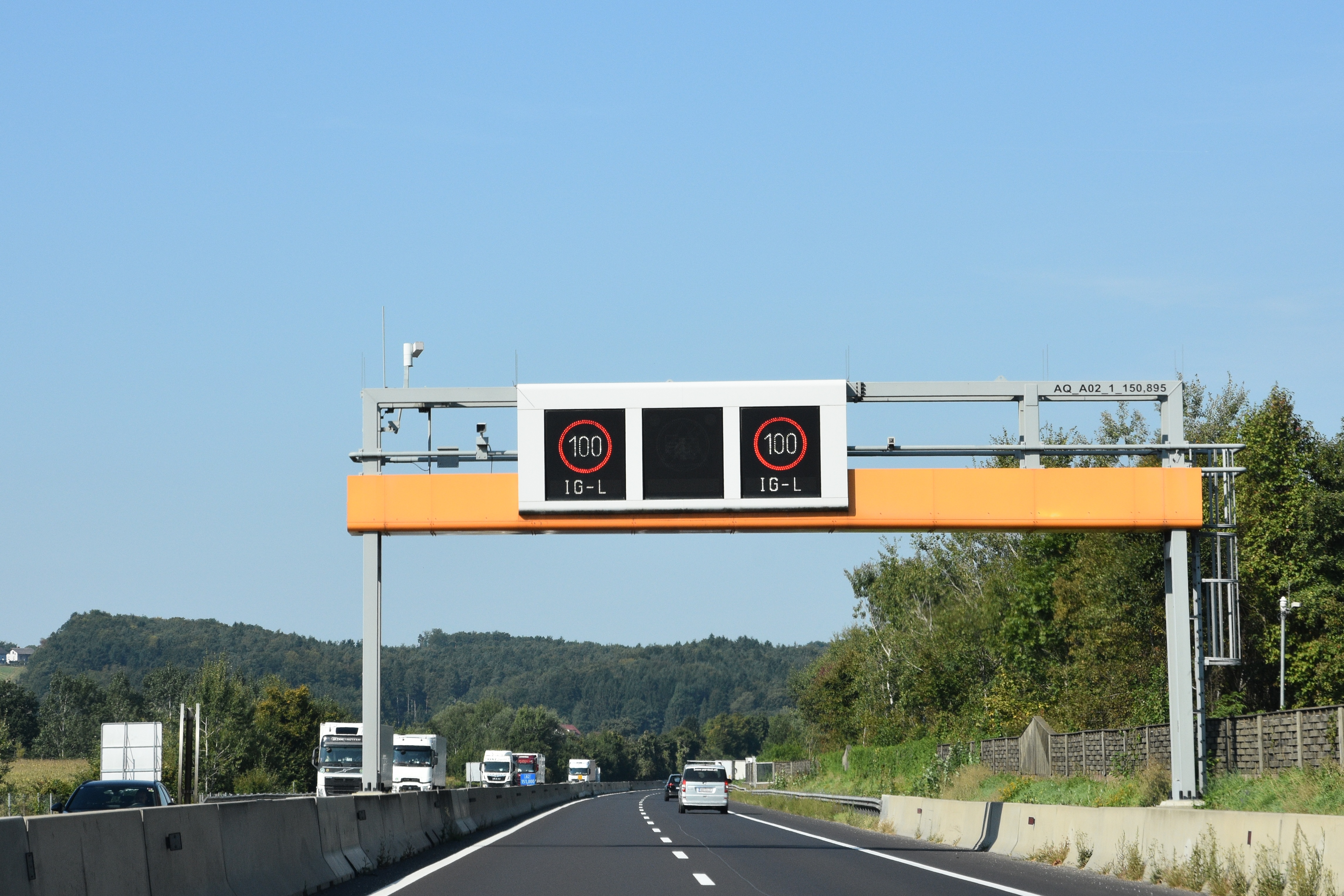
IG-L Südautobahn A2

Auf Grundlage des § 14 IG-L können in Österreich in sogenannten „Sanierungsgebieten“ für „Kraftfahrzeuge im Sinne des § 2 Abs. 1 Z 1 KFG 1967 […] oder für bestimmte Gruppen von Kraftfahrzeugen […] Geschwindigkeitsbeschränkungen und zeitliche und räumliche Beschränkungen des Verkehrs angeordnet werden.“ Rechtlich umgesetzt werden derartige „Maßnahmen für Kraftfahrzeuge“ im Bundesland durch Verordnung des jeweiligen Landeshauptmanns.
Von den zeitlichen und räumlichen Beschränkungen ausgenommen sind gemäß § 14 Abs. 2 ex-lege Einsatzfahrzeuge sowie weitere bestimmte Fahrzeuggruppen. Dies betrifft vor allem Fahrzeuge die zur Sicherung und Aufrechterhaltung der staatlichen Versorgung oder deren Betrieb im vorwiegend öffentlichen Interesse liegt.
Weiters ausgenommen sind „Fahrzeuge mit monovalentem Methangasantrieb oder ausschließlich elektrischem Antrieb sowie plug-in-hybrid-elektrische Fahrzeuge, die mit ausschließlich elektrischem Antrieb eine Mindestreichweite von 50 km aufweisen“ (Ziffer 5) sowie „Fahrzeuge, die von Inhabern eines Ausweises gemäß § 29b StVO 1960 selbst gelenkt oder als Mitfahrer benutzt werden“ (Ziffer 8).
Die Geschwindigkeitsbeschränkungen nach § 14 IG-L galten grundsätzlich für alle
Kraftfahrzeuge. Ausgenommen sind nur „Einsatzfahrzeuge gemäß § 2 Abs. 1 Z 25 StVO 1960 und Fahrzeuge des öffentlichen Sicherheitsdienstes bei Fahrten, die für die ordnungsgemäße Ausübung des Dienstes erforderlich sind“.
Seit 23. November 2018 sind zusätzlich Fahrzeuge mit reinem Elektroantrieb oder mit Wasserstoff-Brennstoffzellentechnologie, die gemäß § 49 Abs. 4 Z 5 KFG gekennzeichnet sind und auf Autobahnen oder Schnellstraßen betrieben werden, ausgenommen, sofern darauf mittels Hinweisschildern ausreichend aufmerksam gemacht wird.
Die Anzeige der bei erhöhter Schadstoffbelastung nach IG-L zulässigen Höchstgeschwindigkeit (ugs. Luft-Hunderter) erfolgt auf den Autobahnen und Schnellstraßen in den meisten Fällen automatisch durch Verkehrsbeeinflussungsanlagen (VBA). Nachfolgend sind die derzeit auf Autobahnstrecken gültigen Geschwindigkeitsbeschränkungen aufgelistet:
| Land           | Straße                        | Sanierungsgebiet nach IG-L                                                        | Geschwindigkeits- beschränkung | Rechtliche Grundlage (Verordnung) |
| -------------- | ----------------------------- | --------------------------------------------------------------------------------- | ------------------------------ | --------------------------------- |
| Oberösterreich | A 1 West Autobahn             | km 154,9 – 175,5 (Anschlussstelle Enns-Steyr bis Knoten Haid)                     | 100 km/h                       | LGBl. Nr. 101/2008                |
| Steiermark     | A 2 Süd Autobahn              | km 149,3 – 194,6                                                                  | 100 km/h (1)                   | LGBl. Nr. 70/2009                 |
| Steiermark     | A 9 Pyhrn Autobahn            | km 165,9 – 214,7                                                                  | 100 km/h (1)                   | LGBl. Nr. 70/2009                 |
| Salzburg       | A 10 Tauern Autobahn          | km 2,8 – 27,6 (Wals-Siezenheim bis Golling)                                       | 100 km/h                       | LGBl. Nr. 89/2008                 |
| Tirol          | A 12 Inntal Autobahn          | km 0,0 – 91,9 (Staatsgrenze bis Zirl) km 131,2 – 145,5 (Karrösten bis Zams)       | 100 km/h (2)                   | LGBl. Nr. 145/2014                |
| Tirol          | A 13 Brenner Autobahn         | km 0,0 – 12,0 (Innsbruck bis Schönberg im Stubaital) einschließlich A 131-Westast | 100 km/h (2)                   | LGBl. Nr. 145/2014                |
| Vorarlberg     | A 14 Rheintal/Walgau Autobahn | km 36,2 – 37,0 (Feldkirch)                                                        | 100 km/h (2)                   | LGBl. Nr. 34/2005                 |

Auf der West Autobahn A 1 im Bereich des Gemeindegebietes von Salzburg von/bis Gemeindegebiet von Wals-Siezenheim wurde zwischen 20. Februar und 19. Mai 2014 auf die Dauer von drei Monaten eine vorübergehende Beschränkung nach IG-L auf 80 km/h verordnet (Westautobahn-Geschwindigkeitsbeschränkungs-Verordnung),
um die Auswirkungen auf die Luftgüte in diesem Bereich zu testen.
Seit Jahresbeginn 2006
gilt nach § 1 IG-L als Sanierungsgebiet das gesamte Landesgebiet von Wien (also auch außerhalb des Ortsgebietes) und nach § 4 als Maßnahmen für den Verkehr eine Geschwindigkeitsbeschränkung von 50 km/h. Ausgenommen im Stadtgebiet sind die Autobahnen und Autostraßen sowie Teile der Straßenzüge von B 1, B 7, B 8 und B 17.